# Erridupuzzir
Erridupuzzir war ein Gutäerkönig im ausgehenden 23. Jahrhundert v. Chr. und Sohn von Enridapizzir. Anders als die meisten seiner Nachfahren nennt ihn die Sumerische Königsliste nicht. Archäologische Funde mit zum Teil späteren Inschriften belegen jedoch, dass er im Zagros mehrere Feldzüge gegen die Lullubäer und andere Bergvölker führte. Stilistische Übereinstimmungen mit Inschriften von Naram-Sîn legen nahe, dass es sich grob um Zeitgenossen gehandelt haben dürfte.